# Stefan Smolec
Stefan Smolec (ur. 6 grudnia 1904 w Kozach, zm. 21 listopada 1940) – polski chemik, prawnik, w latach 1928–1930 prezes Bratniej Pomocy Studentów Uniwersytetu Jagiellońskiego w Krakowie.

## Życiorys
Był synem Jana Smolca, szewca w Kozach. Ukończył Państwowe Gimnazjum im. Adama Asnyka w Białej. W latach 1924–1929 studiował chemię, a potem w latach 1929–1933 prawo na Uniwersytecie Jagiellońskim. W 1928 roku został prezesem Towarzystwa Wzajemnej Pomocy Uczniów Uniwersytetu Jagiellońskiego w Krakowie. Za jego prezesury 20 listopada 1928 roku podczas nadzwyczajnego walnego zebrania Towarzystwa przyjęto nowy statut, który opracowała komisja statutowa. Zmieniał on nazwę z Towarzystwo Wzajemnej Pomocy Uczniów Uniwersytetu Jagiellońskiego na Bratnia Pomoc Studentów Uniwersytetu Jagiellońskiego. Zmiana weszła w życie 20 kwietnia 1929 roku na mocy statutu Uniwersytetu Jagiellońskiego z dnia 15 lutego 1929 roku. Ponownie został wybrany prezesem w 1929 roku. Z Towarzystwem był związany już wcześniej, gdy pełnił funkcję wiceprezesa. W 1926 roku był redaktorem wydanej z okazji jubileuszu pracy Jubileusz 60-lecia Towarzystwa Wzajemnej Pomocy Uczniów Uniwersytetu Jagiellońskiego. Znalazł się w niej jego artykuł Szkic historyczny założenia i rozwoju Towarzystwa Wzajemnej Pomocy U. U.J.. W 1929 roku w uznaniu zasług w pracy na rzecz Towarzystwa otrzymał tytuł Bene meritus.
Po ukończeniu studiów pracował w Urzędzie Wojewódzkim w Krakowie, a od 1936 roku w Ministerstwie Pracy i Opieki Społecznej w Warszawie. Po wybuchu II wojny światowej opuścił Warszawę udają się na wschód, ale wrócił po dwóch miesiącach. Działał w konspiracji. Aresztowany przez gestapo 11 kwietnia 1940 roku po pobycie na Pawiaku wywieziony został do obozu koncentracyjnego Mauthausen-Gusen. Rozstrzelany 21 listopada 1940 roku.
W 6 rocznicę śmierci w 1946 roku zostało odprawione w kościele św. Anny nabożeństwo w jego intencji. Według informacji podanych przez żonę dokument potwierdzający śmierć Stefana Smolca otrzymała ona dopiero w 1978 roku z Genewy.